# Friedrich Carl Gröger

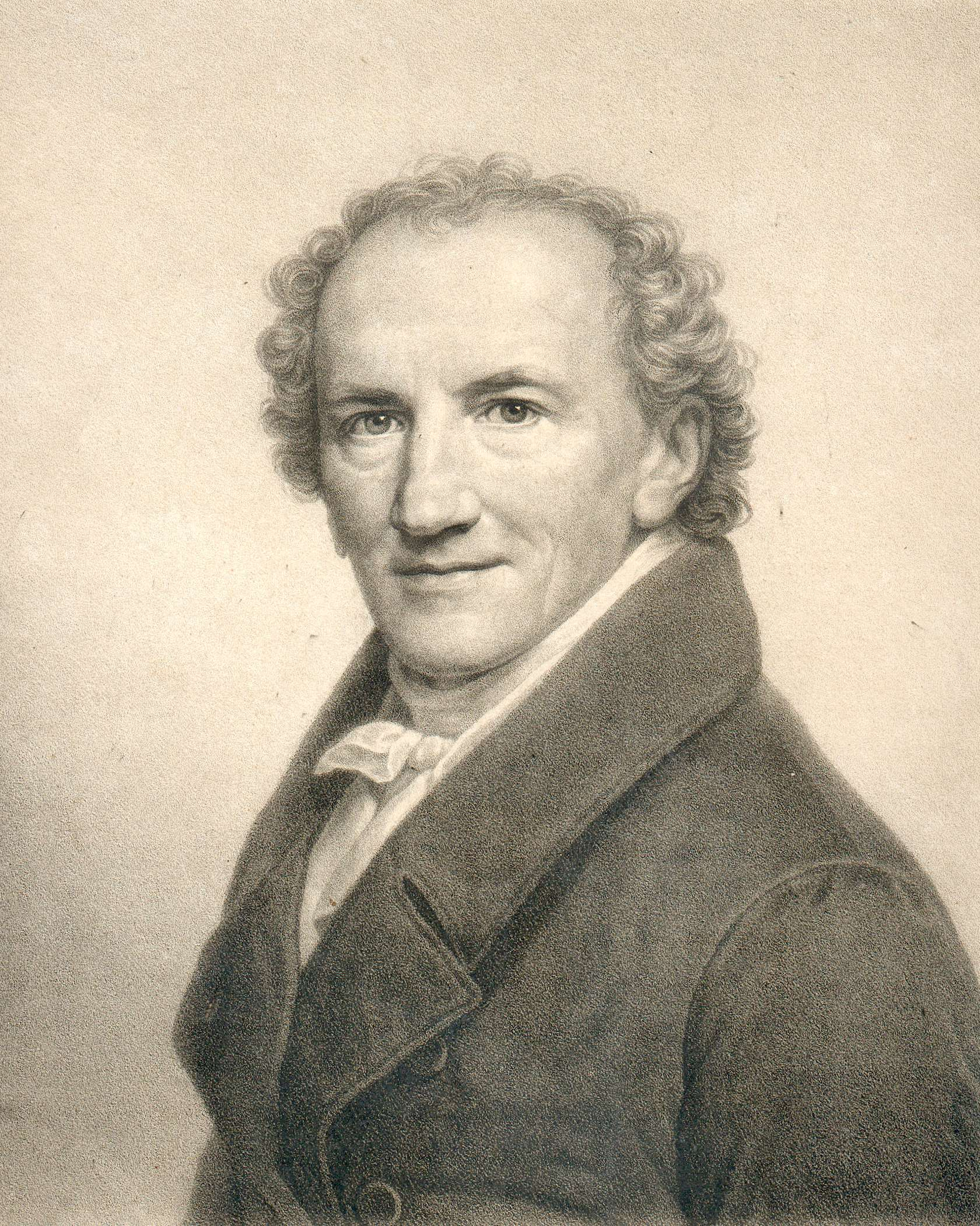
Porträt Grögers, Steindruck
gefertigt von H. J. Aldenrath, 1828

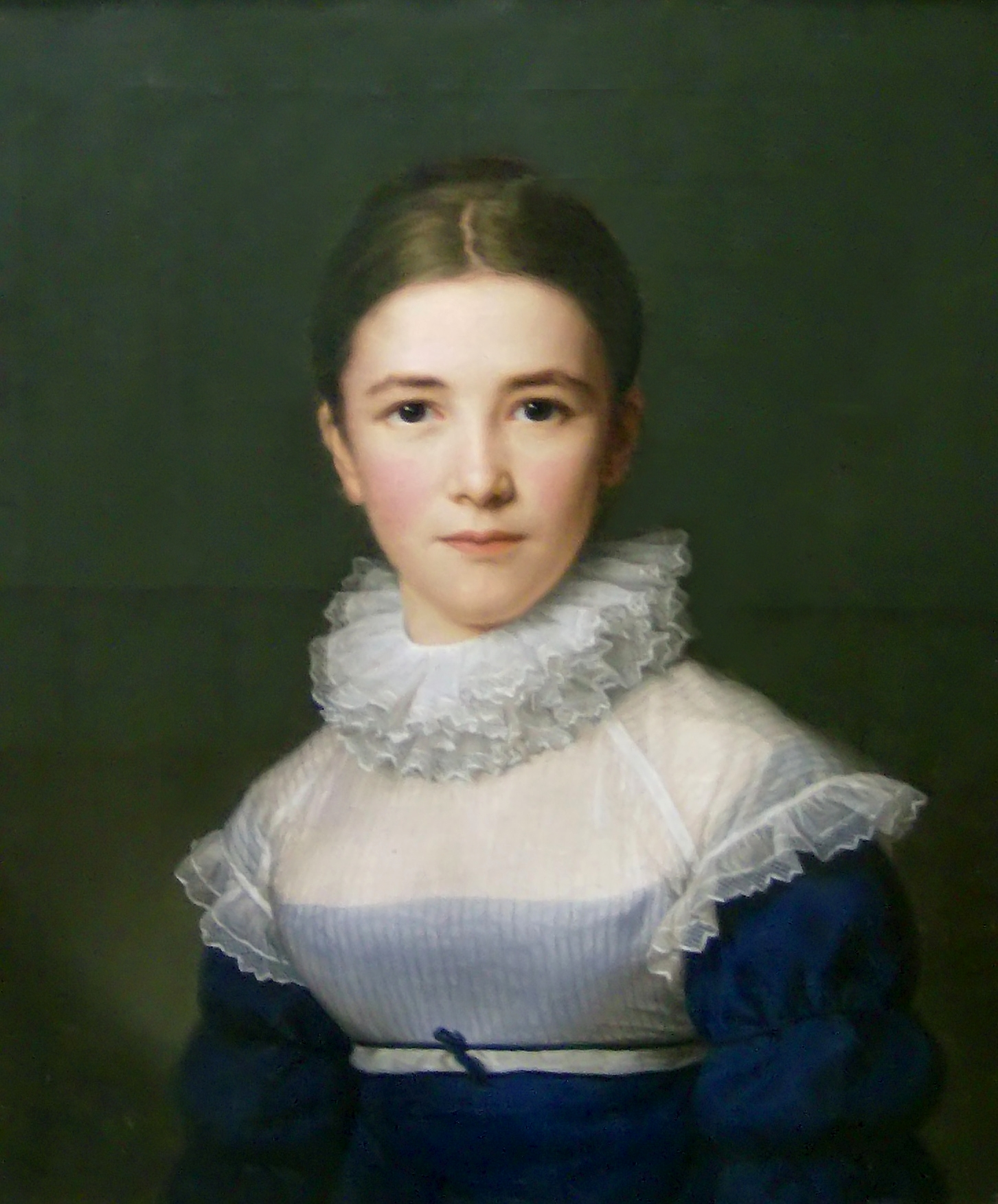
Porträt von Lina Gröger, der Pflegetochter des Künstlers, 1815

Friedrich Carl Gröger (* 14. Oktober 1766 in Plön; † 9. November 1838 in Hamburg) war ein norddeutscher Porträtmaler und Lithograf.

## Leben
Friedrich Carl Gröger wurde als drittes von sechs Kindern von Anna Margaretha Charlotte (1737–1793), geborene Meyer, und ihres Mannes, des Schneiders Friedrich Carl Gröger (1733–1808), geboren. Er wuchs in einfachen Verhältnissen auf und begann zunächst nach dem Willen der Eltern eine Schneider-, dann eine Drechslerlehre. Da ihm beide Tätigkeiten nicht gefielen, nahm er eine Arbeit bei einem Anstreicher an.
Gröger bildete sich weitgehend autodidaktisch zum Maler aus und bekam wohl in Lübeck Kontakt zu Johann Jacob Tischbein. 1785 ließ er sich in der Hansestadt nieder, um Porträtmalerei zu studieren. Hier traf er den neun Jahre jüngeren Heinrich Jacob Aldenrath, einen Schüler von Tischbein und in der Folge sein Lebenspartner. Beide Männer studierten ab 1789 an der Akademie der Künste in Berlin. Anschließend gingen sie nach Hamburg und zogen dann, nach einer gemeinsamen Studienreise nach Dresden und Paris, wieder nach Lübeck, wo sie bis zum Jahr 1807 wirkten. Ihre Werke waren bei Patriziern und Bürgern sehr gefragt. 1792 wurde Gröger als erstes Ehrenmitglied in die Lübecker Gesellschaft zur Beförderung gemeinnütziger Tätigkeit aufgenommen. Ab 1795 wirkte er ehrenamtlich im Vorstand der „Freyen Zeichnungsschule für angehende Handwerker“.
In Paris hatte Gröger die Werke französischer Maler wie Jacques-Louis David und François Gérard kennengelernt, was ihn dazu inspirierte, sich der Bildnismalerei in Öl zuzuwenden. Er wurde zum „gesuchtesten Maler des schleswig-holsteinischen Landadels“. Während eines Aufenthaltes in Kiel malte Gröger ein Bildnis des dänischen Königs Friedrich VI., das als Vorlage für Münzen diente sowie weitere Porträts von Mitgliedern der dänischen Königsfamilie.
Weiter wechselnd zwischen Hamburg, Kopenhagen, Kiel und Lübeck ließen sich Gröger und Aldenrath mit ihrer Pflegetochter 1816 dauerhaft in Hamburg nieder. Gemeinsam zogen die beiden Männer die Pflegetochter Caroline Charlotte „Lina“ Gröger  (1800–1852) groß, die uneheliche Tochter eines jüngeren Bruders von Gröger, eine „für die damalige Zeit höchst ungewöhnliche Patchworkfamilie“. Um 1802 entstanden zwei nahezu identische Gemälde von Gröger und Aldenrath vor einer Staffelei. Während auf dem einen Bild zwischen den Männern ein Hund sitzt, ist auf dem zweiten Bild an Stelle des Hundes die Pflegetochter Lina im Alter von zwei Jahren zu sehen.
Gröger entwickelte sich vom Miniaturmaler zum Porträtmaler, der letztlich lebensgroße Brustbilder präferierte. Aldenrath rundete das gemeinsame Angebot als Miniaturmaler ab. Nach Erfindung der Lithografie und deren Bekanntwerden in Norddeutschland wandten sich beide auch dieser Technik zu und vervollkommneten sich gemeinsam in ihr unter der Firma Gröger & Aldenrath. Im Brockhaus von 1827 hieß es: „Wie im Altertum Damon und Pythias und die Künstlerbrüder Theodorus und Telekles unnzertrennlich genannt werden, so vereinigte eine seltene Freundschaft und die verbundene Kunst diese beiden Künstler unzertrennlich.“ Die beiden Männer unterstützten unter anderen die Hamburgische Gesellschaft zur Beförderung der Künste und nützlichen Gewerbe, und 1829 wurde Gröger ordentliches Mitglied des Vereins Vaterländischer Künstler und Kunstfreunde.
Friedrich Carl Gröger starb am 9. November 1838 im Alter von 72 Jahren an einer Lungenerkrankung und wurde auf dem Friedhof St. Michaelis vor dem Dammtor beerdigt. In seinem Testament bestimmte er Aldenrath zu seinem Erben, und er hinterließ der Tochter Lina ein Legat von 6000 Courantmark. Heinrich Jacob Aldenrath starb sechs Jahre später und wurde neben Gröger bestattet.
Gröger war einer der angesehensten Porträtmaler seiner Zeit in Norddeutschland. Seine Werke befinden sich in vielen Museen, wie der Hamburger Kunsthalle, wie auch in norddeutschem, insbesondere holsteinischem und dänischem Privatbesitz. Der Grögersweg in Hamburg-Barmbek ist nach ihm benannt – und über die Tischbeinstraße mit dem Aldenrathsweg verbunden.

## Galerie

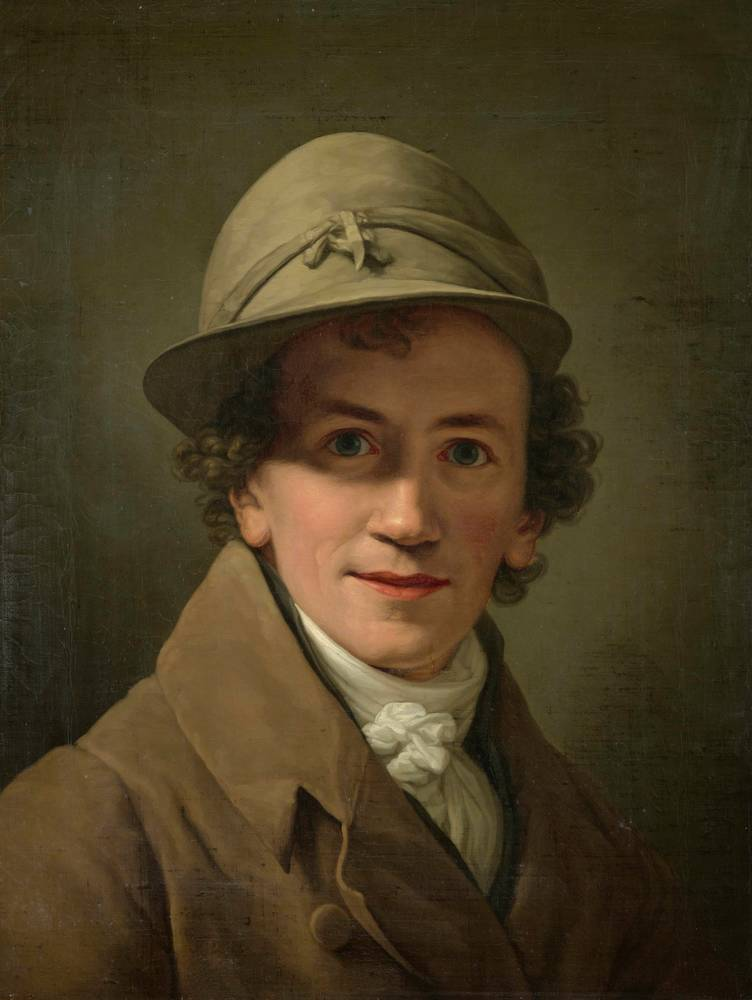
Friedrich Carl Gröger – Selbstbildnis (1812)
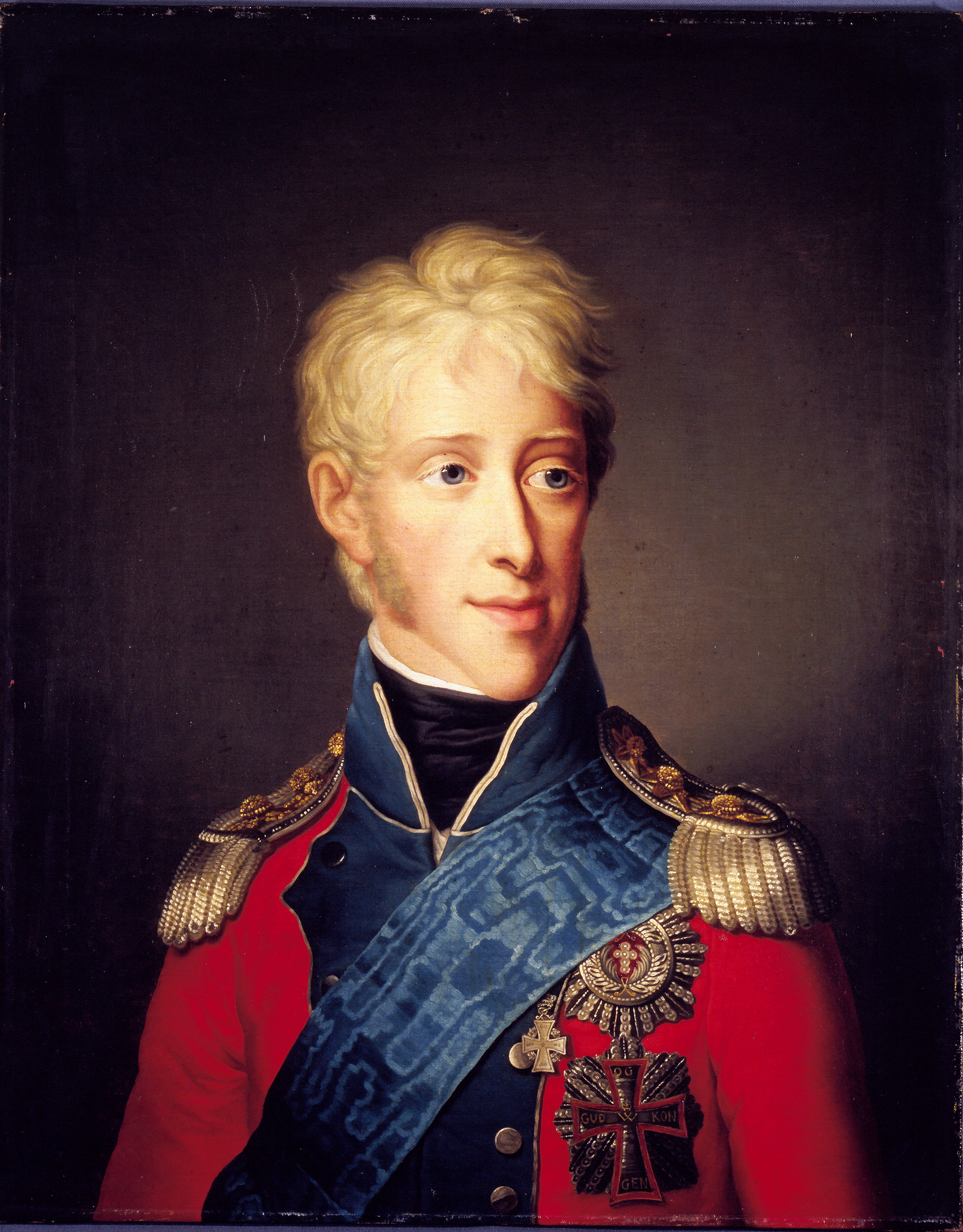
Friedrich VI.
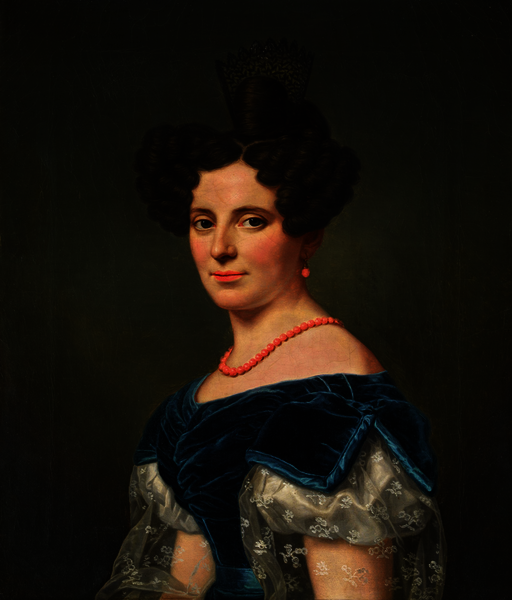
Therese von Bacheracht
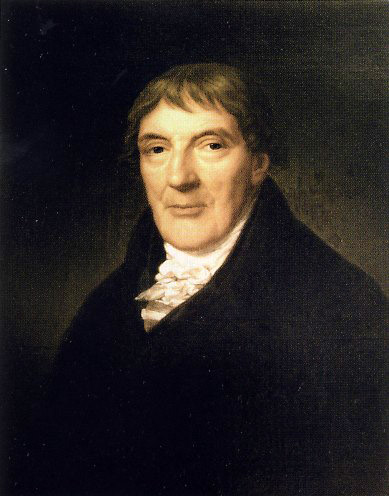
Johann Albert Heinrich Reimarus
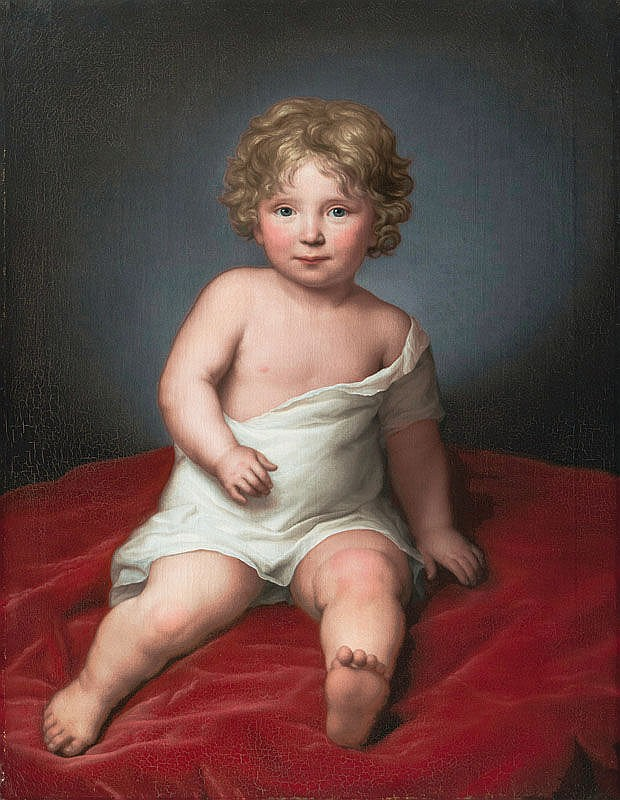
Heinrich Wilhelm Souchay

## Ausstellungen (Auswahl)
- 2019: Hamburger Schule – Das 19. Jahrhundert neu entdeckt (12. April bis 14. Juli), Hamburger Kunsthalle